# Julia Titi
Julia Titi, z łac. Iulia Titi filia – czyli Julia, córka Tytusa (ur. 13 września 64, zm. ok. 90).
Flavia Iulia Titi była córką Tytusa Flawiusza. Starożytni historycy (np. Kasjusz Dion czy Juwenalis) przytaczają opowieści o tym, że Julia została uwiedziona przez swojego stryja Domicjana i zmarła w wyniku aborcji, do której ją zmusił. Jednak niektórzy współcześni historycy uważają to za oszczerstwo wobec cesarza Domicjana, a opowieści te zostały najprawdopodobniej wymyślone po zamachu na niego. Według Swetoniusza i współczesnych historyków powołujących się na jego Żywoty cezarów to właśnie Domicjan był winny jej tragicznej śmierci. Zmarła tuż przed swoimi 26. urodzinami, około roku 90 lub 91.